# ذکر خنجر
ذِکرِ خَنجَر نوعی آیین نمایش هنریِ رایج در قالب رقص در میان ترکمن‌هاست. این رقص که به‌طور دسته‌جمعی و با لباس محلی و خنجر بر کمر صورت می‌گیرد، حالتی ذکرگونه دارد و برداشتی است عارفانه از حالت و جذبهٔ صوفیان.
پیشینهٔ اجرای مراسم رقص خنجر به حدود سه قرن پیش از ظهور اسلام برمی‌گردد. در آن زمان، مراسم رقص خنجر صرفاً به‌عنوان آیین نمایشی با مضمونی حماسی اجرا می‌شد. قبایل ترکمن، قبل از شکار و شروع نبرد با حیوانات درنده، این مراسم را اجرا می‌کردند تا روحیه بگیرند و در مبارزه پیروز شوند؛ بنابراین، عده‌ای از کارشناسان و پژوهشگران آداب و رسوم و فرهنگ قوم ترکمن، این نمایش هنری را یک نوع آمادگی کامل برای رزم و مبارزه در گذشته‌های دور می‌دانند که طی آن، جنگجویان و مبارزان صحرا، پیش از عزیمت به میدان نبرد، شمشیرها را به دست بگیرند، با جمع شدن و چرخیدن و انجام حرکات موزون که با نعره و فریاد همراه بوده، خود را برای نبرد یا مقابله با دشمنان آماده کنند و بعد از آن روانهٔ میدان نبرد شوند. امروزه گرفتن خنجر به دستِ غزل‌خوان گروه، یادگار آن دوران است.
کاملاً روشن است که مضمون اشعار در آن دوران حماسی و در وصف شجاعت‌ها و قهرمانی‌های جنگجویان آن قبیله بوده است؛ ولی پس از ظهور اسلام این اشعار رنگ مذهبی و دینی به خود گرفت و مضمون آن به ذکر و ستایش خداوند و اولیای الهی تبدیل شد؛ به‌طوری‌که خواندن غزل‌های عارفانه -که گاهی سرودهٔ شخصِ بخشی بود- متداول شد.